# Lliga de la Casa de Déu
La Lliga de la Casa de Déu (en alemany, Gotteshausbund; italià: Lega Caddea italià, Llega Caddea, en romanx: Lia da la Chadé) es va formar el 1367, seguint el model dels cantons suïssos tant com a oposició a la jurisdicció del bisbe de Còria, com a l'expansió dels Habsburg a partir del comtat de Tirol, el qual incloïa la jurisdicció sobre Münstertal.
La unió inicial, formada pels representants de sis valls i de la ciutat de Còria, es va institucionalitzar el 1409 amb la formació d'un consell i l'elecció d'un batlle.

## Aliança dels Grisons

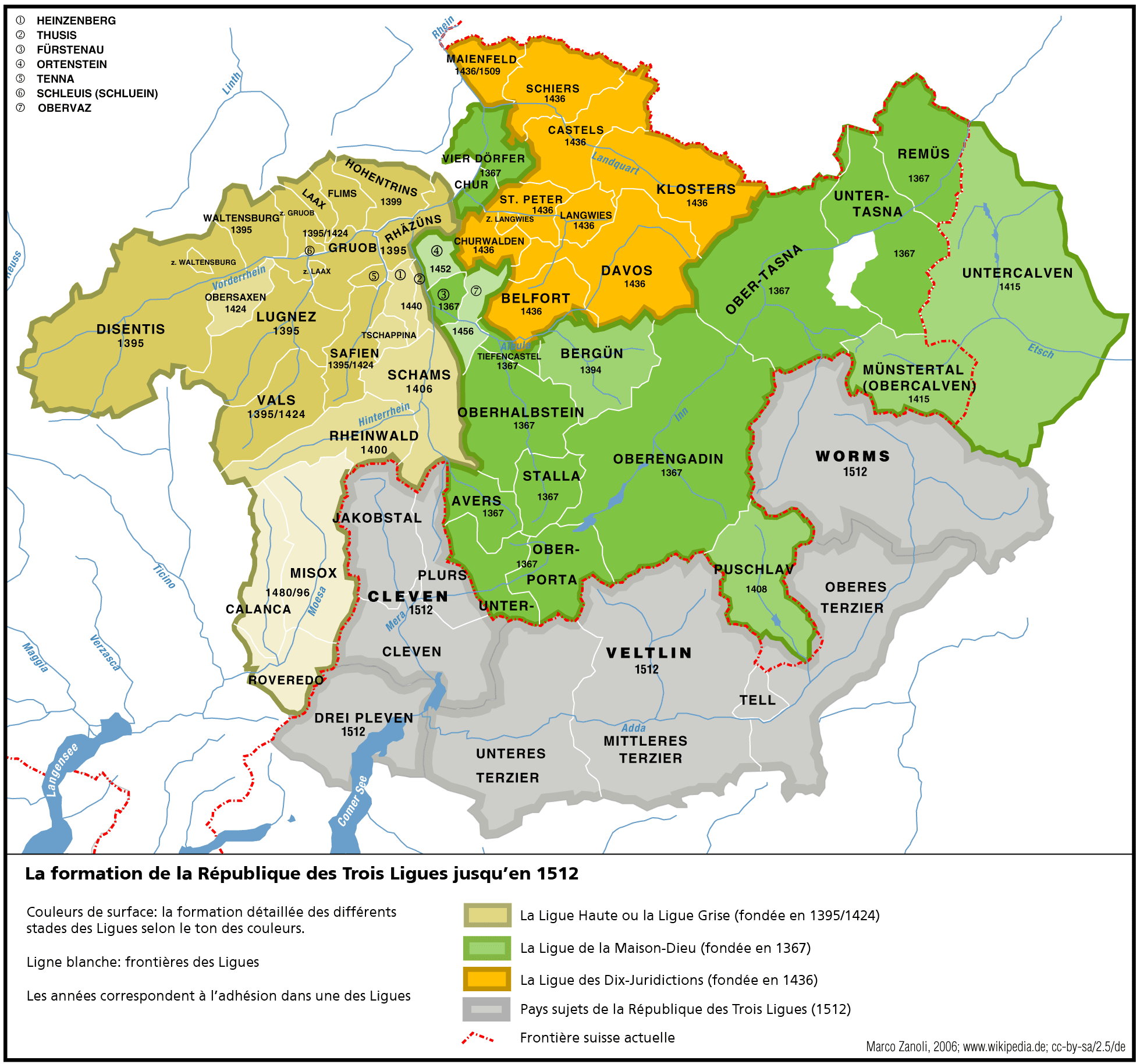
Les Tres Lligues el 1512.

El 1450, la Lliga de la Casa de Déu es va aliar amb la Lliga de les Deu Jurisdiccions per formant un pacte el 1471 amb la Lliga Grisa, donant naixement a una aliança coneguda com les Tres Lligues, les Lligues Grises o simplement Grisons, terme que va acabar convertint-se en el gentilici d'aquesta regió alpina. El 1499, van participar en la Guerra de Suàbia contra la Casa d'Habsburg al costat de la Confederació Suïssa, a la qual s'havien adherit el 1496. Malgrat la unió, cada territori, mantenint la seva sobirania, podia relacions amb estats estrangers amb independència de la resta.